# Patagona peruviana
El picaflor gigante del norte o colibrí gigante del norte (Patagona peruviana) es una especie de ave apodiforme de la familia Trochilidae, una de las dos pertenecientes al género Patagona, hasta recientemente, en 2024, tratada como una subespecie de Patagona gigas. Es nativa de regiones andinas del oeste de América del Sur.
El ADN nuclear y mitocondrial indica una divergencia antigua (~2,1 a 3,4 millones de años) con respecto al colibrí gigante del sur, Patagona gigas. Las dos especies se distinguen por diferencias sustanciales en el comportamiento migratorio y los genomas nucleares y mitocondriales y diferencias sutiles en las medidas externas, la coloración del plumaje y los rasgos respiratorios.

## Distribución y hábitat
Se distribuye a lo largo de la cordillera de los Andes desde el suroeste de Colombia (Nariño) hacia el sur por Ecuador, Perú, Bolivia, hasta el extremo norte de Chile (Tarapacá) y el noroeste de Argentina (al sr hasta el norte de Catamarca y Tucumán).
Esta especie es considerada no poco común en sus hábitats naturales: las laderas arbustivas con cardos y muchos cactus columnares. En Ecuador y norte de Perú, principalmente en áreas dominadas por Agave y quebradas arbustivas, generalmente cerca de pequeños cursos de agua. Generalmente prefiere conjutnos de Puya o Eucalyptus, y bosques de queñoa Polylepis y Buddleia, pero también setos y jardines cerca de poblados. En Ecuador y norte de Perú en altitudes entre 1800 y 3300 m; en Perú, Bolivia, Argentina, y norte de Chile, principalmente entre 2000 y 4300 m, pero localmente hasta los 4800 m en Bolivia y Perú, especialmente fuera de la estación seca, y más bajo hasta los 2000 m en el noroeste argentino.

## Descripción

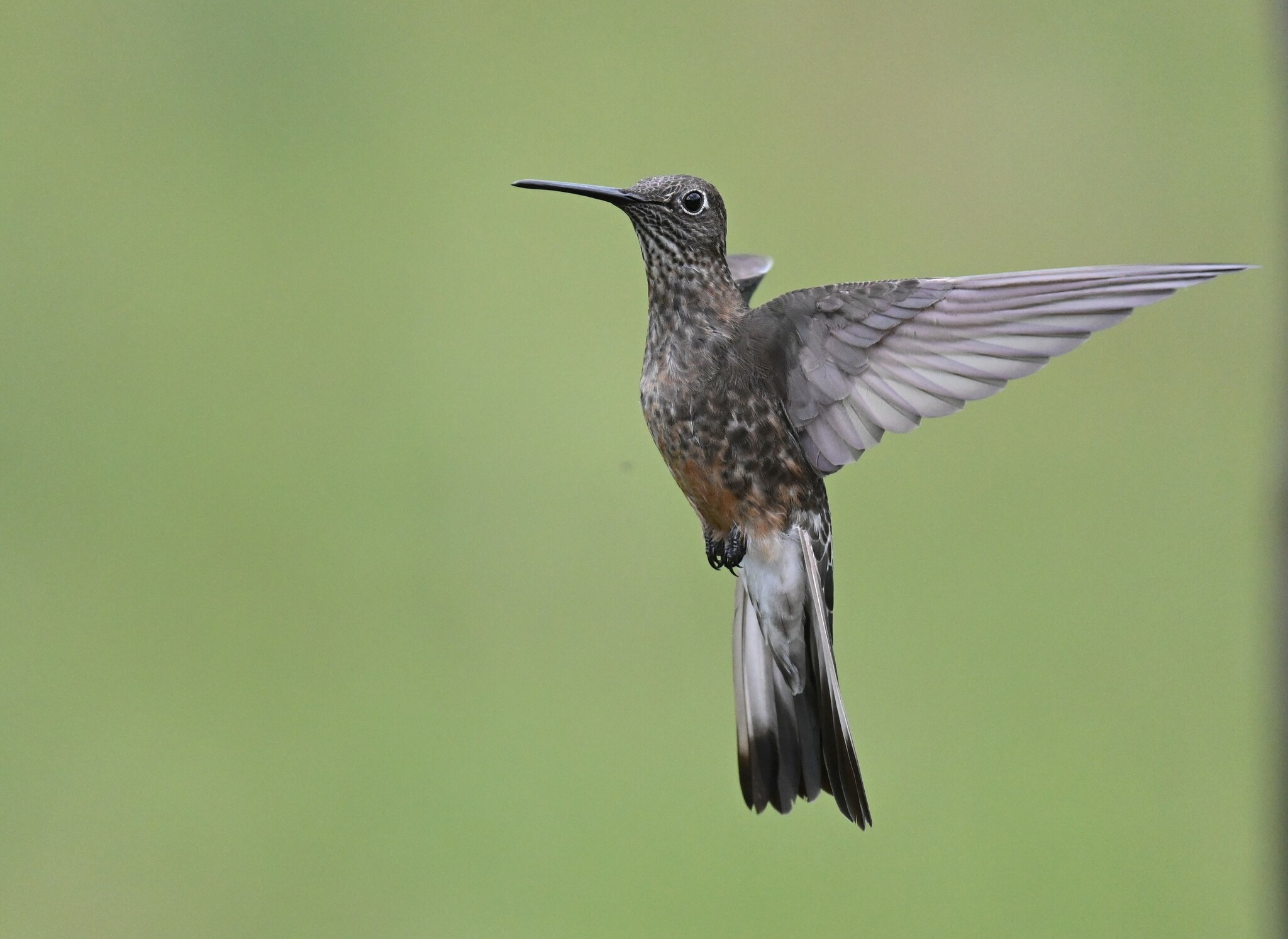
Un colibrí gigante del norte en vuelo

Los colibríes gigantes del norte adultos suelen tener gargantas blanquecinas con vetas oscuras, una sutil mancha canela en la base de la garganta y un anillo ocular blanquecino con una mancha postocular.
Difiere del colibrí gigante del sur (Patagona gigas) en que este tiene una garganta de color marrón cálido a canela con vetas marrones sutilmente contrastantes, ocasionalmente con una sutil mancha canela en la base. Su anillo ocular y su mancha postocular suelen ser de color beige y de extensión reducida, lo que le da a su cara una apariencia "en blanco".

## Sistemática

### Descripción original
La especie P. peruviana fue descrita por primera vez por el ornitólogo francés Adolphe Boucard en 1893 bajo el mismo nombre científico; su localidad tipo es: «Tinta, Cuzco, Perú».

### Etimología
El nombre genérico femenino «Patagona» proviene del nombre común en francés «Oiseau-mouche Patagon» o «Patagon» de Lesson (1829); y el nombre de la especie «peruviana», se refiere a la localidad tipo, Perú.

### Taxonomía
El género Patagona fue tradicionalmente tratado como monotípico, con la única especie Patagona gigas, extendiéndose desde el suroeste de Colombia hasta el sur de Chile y Argentina, con dos subespecies, la nominal  y P. gigas peruviana. Recientemente, los análisis genómicos de Williamson et al. (2024) dan soporte a la separación en dos especies, donde se demuestra que divergieron entre 2,1 y 3,4 millones de años atrás, en el Plioceno tardío. Williamson y colegas consideraron a la especie norteña separada como siendo nueva para la ciencia, con el nombre binomial Patagona chaski, y la descripción publicada en la revista científica Evolution. Sin embargo, Areta et al. (2024) demostraron que este taxón ya había sido descrito como Patagona peruviana por Boucard in 1893, por lo cual P. chaski es un sinónimo posterior de P. peruviana. El epíteto específico chaski significa 'mensajero' en la lengua quechua, en referencia a los venerados corredores de relevos que transportaban mensajes y mercancías por todo el Imperio incaico.
La separación en dos especies no ha sido todavía adoptada por las mayores clasificaciones.